# Длабока
Длабока (Прой-Фел; макед. Длабока Река, алб. Përroi i Thellë) — река на западе Северной Македонии, находящаяся в регионе «Горная Река». Является левым притоком реки Рибничка (бассейн Радики). Исток находится высоко в горах (2764 м, гора Кораб) на территории национального парка Маврово, представляет собой троговую (U-образную) долину. Недалеко от истока реки находится водопад Кораб высотой 136 м (самый высокий в стране).
Река и её долина сформировались под влиянием ледников во время последнего оледенения. Долина Длабоки является единственным в Северной Македонии местом, где господствует альпийский климат. Протекает около заброшенного села Жужне, далее долина реки сужается, образуя каньон между деревнями Нистрово и Бибай, после чего впадает в Рибничку. На объём воды существенно влияет таяние снега и льда на восточном склоне пика Мал-Кораб. Наибольшая скорость течения и наибольший поток воды отмечаются в конце мая — начале июня.

## Галерея
- Долина реки Длабока
- Водопад Кораб и река Длабока
- Течение реки Длабока